# Даглас BTD
Даглас BTD Дистројер (енгл. Douglas BTD Destroyer) је био амерички торпедни и обрушавајући бомбардер из периода Другог свјетског рата. Производила га је фабрика Даглас од 1944. до 1945. 

## Развој
БТД је планиран као насљедник успјешног авиона Даглас СБД Донтлис, а планирање је почело још 1940—1941. Америчка ратна морнарица је наручила 2 прототипа у јуну 1941.
Први лет прототипа је изведен 8. априла 1943. године. Даље прераде су довеле до серијског авиона једносједа, са трицикл стајним трапом. а авион је ушао у серијску производњу 1944. Произведено је укупно 28 серијских авиона.

### Варијанте авиона ДагласДистројер
- - прва производна верзија авиона израђена у 28 примерака (отказан уговор од 358 авиона јер није испунио очекивања),
- - два прототипа са мешовитим погоном, додата два Вестингхаусова млазна мотора WE-19XA са 6,7 kN потиска, али му се перформансе нису довољно побољшале.

## Употреба
Пошто су летне особине биле незадовољавајуће, БТД није кориштен у борбама. Пројект је прекинут крајем 1945.

## Карактеристике
Врста авиона: торпедни и обрушавајући бомбардер
- Посада: један
- Први лет прототипа: 1943.
- Уведен у употребу: 1944.
- Крај употребе:
- Произвођач: Даглас

Димензије
- Дужина: 11.76
- Распон крила: 13.72
- Висина: 4.14
- Површина крила:
- Аеропрофил крила:

Масе
- Празан: 5
- Највећа полетна маса: 8

Погонска група
- Мотор: један, Рајт Р-3350 (Wright R-3350-14 Cyclone 18), 1.715 kW, 2.300 КС
- Однос снага/тежина:

## Летне особине
- Највећа брзина: 537
- Крстарећа брзина:
- Радијус дејства:
- Највећи долет:
- Оперативни врхунац лета: 7195
- Брзина пењања:

## Наоружање
- Стрељачко: два топа од 20
- Бомбе: 1451 kg бомби у спремишту бомби или торпедо